# Szécsi Zoltán
Szécsi Zoltán (Budapest, 1977. december 22. –) háromszoros olimpiai bajnok vízilabdázó, kapus. Az Egri VK elnöke.

## Pályafutása
Kétéves korában kezdett úszni. Ezt követően teniszezett, kosár- és röplabdázott. Orvosi javaslatra úsznia kellett. Ekkor kezdett vízilabdázni a BVSC-ben.
1995-ben már a junior válogatottban szerepelt. A következő évben a BVSC-vel megnyerte első magyar bajnokságát és a KEK-ben a döntőig jutott. Ebben a szezonban ezüstérmes volt a junior Európa-bajnokságon. Az 1996-1997-es bajnokságban már a BVSC elsőszámú kapusa volt. A bajnokságot ismét megnyerték. 1997-ben második volt a junior világbajnokságon és az Universiaden. 1998-ban és 1999-ben ismét magyar bajnok volt. 1999-ben harmadik volt az Universiaden. Ebben az évben tagja volt a Világkupa-győztes válogatottnak. 2000-ben a Bajnokok Ligájában harmadik volt a BVSC-vel. Az olimpián aranyérmet szerzett.
2001-ben bronzérmes volt az Európa-bajnokságon. A vb-n ötödik helyezést ért el. 2002-ben a LEN-kupában az elődöntőig jutott a klubjával. A következő évben harmadik volt a Világligában, második a Világkupán. 2003-ban bronzérmet szerzett az Eb-n. A világbajnokságon és a Világligában aranyérmes volt. 2004 nyarán a Brendon-ZF-Eger csapatához igazolt. Ebben az évben megvédte Világliga és olimpiai elsőségét is.
2005-től a Ferencváros játékosa lett. A világbajnokságon ezüstérmet szerzett. Az FTC-vel a LEN-kupa elődöntőjéig jutott. A szezon után az olasz Camogli csapatába igazolt. Az Európa-bajnokságon és a Világkupán második helyezést ért el. 2007-ben a válogatottal második helyezett volt a világbajnokságon. 2007 nyarán újra az Egerhez szerződött. A Világligában ebben az évben második lett. 2008-ban a LEN-kupa döntőjéig jutott a klubjával. Az Európa-bajnokságon bronzérmes, az olimpián sorozatban harmadszor aranyérmes volt.
2009-ben keresztszalag-műtétje miatt kimaradt a vb-csapatból. 2010-ben negyedik lett az Európa-bajnokságon. 2011 januárjában újabb műtéten esett át. Májusban 12 év után ismét magyar bajnok lett. A világbajnokságon negyedik lett. 2012-ben az Európa-bajnokságon bronzérmes, az olimpián ötödik lett.
2013-ban magyar bajnok lett. Ezt követően a Kaposvári VK-ba igazolt. 2015 májusától 2017 októberéig a Kaposvár vezetőedzői posztját is betöltötte. 2018 szeptemberében az Egri VK elnökének választották.

## Tanulmányai
A Budapesti Műszaki és Gazdaságtudományi Egyetemen szerzett műszaki menedzser diplomát 2002-ben.

## Családja
Nős, második házasságában él. 2000 és 2008 között Kováts Zsuzsannával élt házasságban, lányuk Júlia Jázmin (2002), fiuk Marcell (2005). 2011 óta felesége Szegedi Vanda, fiuk Zénó 2014-ben született.
Őt és nővérét édesanyja egyedül nevelte fel, tíz éves volt, mikor édesapja elhunyt. Nővére tragikus hirtelenséggel hunyt el 2004-ben.

## Díjai, elismerései
- Kiváló Ifjúsági Sportoló (1997)
- A Magyar Köztársasági Érdemrend tisztikeresztje (2000)
- Ezüst Széchenyi-emlékérem (2000)
- Az év magyar sportcsapatának tagja (2000, 2004, 2008)
- A Magyar Köztársasági Érdemrend középkeresztje (2004)
- Az év magyar vízilabdázója (2004)
- A Magyar Köztársasági Érdemrend középkeresztje a csillaggal (polgári tagozat) (2008)
- Budapest díszpolgára (2008)
- Eger díszpolgára (2008)
- Miniszteri elismerő oklevél (2012)
- Az úszósportok Hírességek csarnoka tagja (2015)[8]
- Heves Megye Nagykövete[9]

## Eredményei
- junior Eb-2. (1996) Isztambul
- junior vb-2. (1997)
- BL-3. (2000, BVSC)
- Magyar Kupa
  - győztes (2000, 2003-BVSC, 2007, 2008-Eger)
- KEK-2. (1996, BVSC)
- Magyar bajnokság
  - aranyérmes: 1996, 1997, 1998, 1999, 2011, 2013
  - ezüstérmes: 2000, 2001, 2008, 2009, 2010, 2012
  - bronzérmes: 2002, 2003, 2004